# 匡姓
匡姓是中國的姓氏之一，也是中國的少數姓氏之一，人口约三十六万九千余，占全国人口总数的0.023％左右。在《百家姓》中排第353位。

## 匡姓分佈
- 秦、汉之际，匡氏族人已分布于今山东、河南等省地。
- 唐末、五代十国至宋、元期间，匡氏族人由于避难、仕宦、谋生、逃荒等原因渐散布于今湖北、湖南、浙江、四川、广东、福建、广西等南方诸省。
- 匡氏族人在全国分布较广，尤以山东省为多，其一省之匡氏约占全国匡氏人口的一半左右。

## 匡姓渊源
1. 源于上古匡国，属于以国名为氏。上古时期有一个古匡国，故址在匡山脚下，汉朝时期称广济，即今湖北省黄冈地区的武穴市一带。从地质学上看，匡山属于新庐山阶山系，因此又称“匡庐”。到了周武王姬发灭殷商时，古匡国亦被灭亡，故匡侯的王族后裔匡俗兄弟七人迁居于庐山(今江西九江庐山南障山)，结庐而居。相传，匡俗，字子孝，生下来就有神灵，成年后学道，得神仙术，隐居在南障山，结草庐而居。后来周定王姬瑜曾派人去征召他，使者找了很久，却只见草庐不见人。后当地人便称南障山为“匡山”，又叫“庐山”在匡俗兄弟七人的后裔子孙中，多以故国名称为姓氏，称匡氏，世代相传至今，是为庐山匡氏，也是史籍中最早出现的匡氏族人。到了北宋朝初年，因避宋太祖赵匡胤之名讳，遂改“匡山”之名为“太平山”并一直沿用至今，从此“匡山”之称谓消失。该支匡氏正确读音作kuāng。
2. 源于官位，出自商、周时期官吏巫匡，属于以官职称谓为氏。巫匡，亦称巫㑌、巫尩，也就是巫医，是商、周时期专门治疗疑难杂症的巫师。上古时期，在指疑难病症时，“匡”与“尩”同义，古人称之为：“尩者，疾病之人，其面向天暴之，冀天之哀其病而雨也。”“人固有尩羸而寿考，或作匡。”后加“亻”偏旁称为“巫㑌”。在巫匡、巫㑌、巫尩的后裔子孙中，皆有以先祖官职称谓或职业称谓为姓氏者，称巫匡氏、巫㑌氏、巫尩氏，后省文简化为单姓匡氏、㑌氏、尩氏、巫氏等，世代相传至今。该支匡氏正确读音作wāng.
3. 源于官位，出自西周初期官吏匡人，属于以官职称谓为氏。匡人，是西周初期周武王亲自设置的官位，专职掌管“以法匡正诸侯”，隶属于夏官府司管辖。匡人之下配属有司匡中士、司匡正史、司匡下士等官吏。在典籍《周礼·夏官》中记载：“匡人，掌达法则。匡邦国而观其匿，使无敢反侧，以听王命。”南北朝时期的北周政权亦仿设有相应官职，不过转隶属于秋官府司管辖。在匡人、司匡中士、司匡正史、司匡下士等的后裔子孙中，有以先祖官职称谓为姓氏者，称匡人氏、司匡氏，再后有省文简化为单姓匡氏者，世代相传至今，是非常古老的姓氏之一。该支匡氏正确读音作kuāng
4. 源于官位，出自西周时期官吏卝人，属于以官职称谓为氏。卝人，亦称丱人、眻人，是西周时期设置的一种特别行业官称，专职掌管采矿事务，后世干脆白称其为“矿人”，隶属于地官府司管辖。卝人之职，其实在殷商时期即有，其时称作“司货”，到西周时期按其职能改称为“卝人”，春秋中期改称为“矿人”。在卝人的后裔子孙中，有以先祖官职称谓为姓氏者，称卝人氏、丱人氏、矿人氏，后省文简改为单姓卝氏、丱氏、眻氏、矿氏等，再后有取谐音汉字为匡氏者，世代相传至今，是非常古老的姓氏之一。该支匡氏最早将读音作kuàng。
5. 源于地名，出自春秋初期郑国匡邑，属于以居邑名称为氏。春秋初期，郑国有个邑地称匡邑，就是今河南省周口市的扶沟县，其时在当地住民中，多有以居邑名称为姓氏者，称匡氏，世代相传至今，是为河南匡氏。该支匡氏正确读音作kuāng。
6. 源于姬姓，出自春秋时期鲁国大夫施孝叔之家臣句须，属于以封邑名称为氏。春秋时期，鲁国大夫施孝叔有个家臣名叫句须，后出任匡邑宰(今河南新乡长垣西南部，一说今山东济宁邹城匡庄)，即为匡邑的最高行政长官，史称其为匡句须。传到句须的孙子，便以祖父居官地名为姓氏，称匡氏。到了北宋初年，匡氏族人为避宋太祖赵匡胤之名讳，皆改匡氏为主氏。到了宋政和年间，宋徽宗赵佶认为民间百姓中竟然有“主”氏，甚为不妥，遂又下令所有的主氏皆改为康氏，是为湖南濛衡康氏。北宋王朝灭亡以后，有的康氏族人恢复了祖姓，仍为匡氏，世代相传至今。该支匡氏源流记载于《湖南衡山濛衡康氏十修族谱》中。今匡氏族人大多尊奉匡句须为得姓始祖，匡句须的“句”字读音作gōu。该支匡氏正确读音作kuāng。
7. 源于地名，出自春秋时期卫国匡邑，属于以居邑名称为氏。春秋时期，卫国有个邑地称匡邑，就是今河南省商丘市的雎县。其时在当地住民中，多有以居邑名称为姓氏者，称匡氏，世代相传至今，亦为河南匡氏。该支匡氏读正确音作kuāng。
8. 源于满族，属于汉化改姓为氏。据史籍《清朝通志·氏族略·满洲八旗姓》记载：满族塔喇氏，满语为Tara Hala，汉义“旷野”[來源請求]，世居讷殷(今吉林抚松松花江上游流域)。后有锡伯族引为姓氏者。塔喇氏族人数量庞大，后多冠汉姓为匡氏、白氏、唐氏等，今全国各地皆有分布。满族、锡伯族匡氏，读音皆作kuāng。

## 延伸阅读
[在维基数据编辑]
 《百家姓》
 《欽定古今圖書集成·明倫彙編·氏族典·匡姓部》，出自陈梦雷《古今圖書集成》